# Interrupce v Bulharsku
Interrupce v Bulharsku je od 1. února 1990 na požádání legální během prvních 12 týdnů těhotenství. Mezi dvanáctým a dvacátým týdnem je potrat povolen pouze ženám, které trpí chorobami, které mohou ohrozit život její nebo dítě. Po dvacátém týdnu je potrat povolen pouze tehdy, je-li život ženy v ohrožení nebo je-li plod vážně geneticky poškozen.
Míra potratů v Bulharsku, která byla v roce 2003 21,3 potratů na 1000 žen ve věku 15–44 let, klesá. V roce 2010 to bylo 14,7 potratů na 1 000 žen ve věku 15–44 let. Vysoká míra potratů v Bulharsku vyvolává obavy o veřejné zdraví.
Mifepriston byl zaregistrován v roce 2013.